# فاسيلي ميركورييف
فاسيلي ميركورييف (6 أبريل 1904 - 12 مايو 1978) هو ممثل سوفيتي، في 1960 حصل على لقب فنان الشعب في الاتحاد السوفيتي.

## روابط خارجية
- فاسيلي ميركورييف على موقع IMDb (الإنجليزية)
- فاسيلي ميركورييف على موقع أول موفي (الإنجليزية)
- فاسيلي ميركورييف على موقع قاعدة بيانات الأفلام السويدية (السويدية)
- فاسيلي ميركورييف على موقع قاعدة بيانات الفيلم (الإنجليزية)
- فاسيلي ميركورييف على موقع كينوبويسك (الروسية)